# Ilha da Pintada

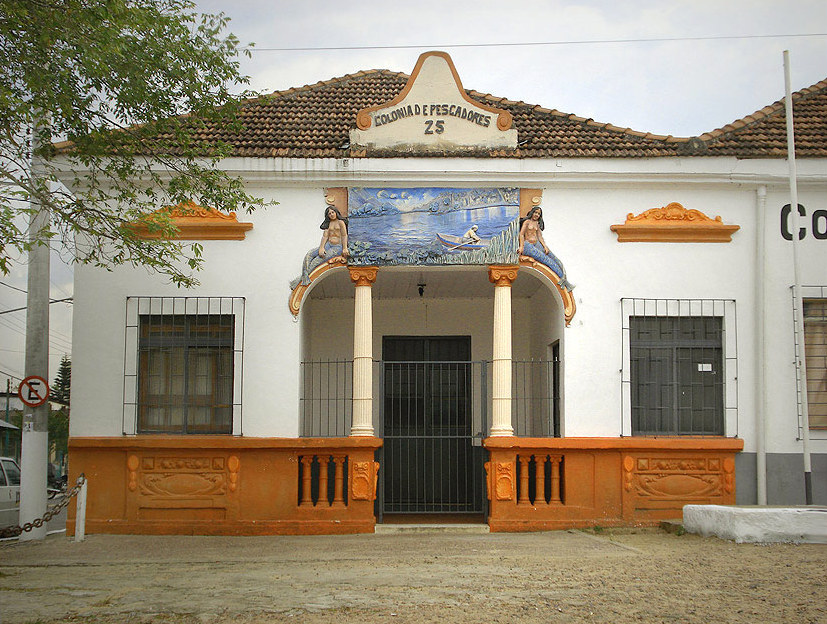
Sede da Colônia de Pescadores Z5 na Ilha da Pintada

A Ilha da Pintada é uma das ilhas da cidade de Porto Alegre, integrante do Parque Estadual Delta do Jacuí. Localizada em frente ao centro de Porto Alegre, faz parte do bairro Arquipélago, sendo a ilha mais habitada da cidade.
As principais atividades econômicas da ilha são a pesca, o artesanato e a culinária. A culinária local é reconhecida pela tainha na taquara, considerada seu prato típico. Já o artesanato destaca-se pelo projeto Art'Escama, onde as mulheres que vivem na ilha transformam escamas de peixe em acessórios como brincos e anéis. A Ilha também é reconhecida por ter oferecido mão de obra naval qualificada para a região. Por conta disso, os estaleiros tiveram um papel importante em seu desenvolvimento, dando posteriormente espaço às outras atividade econômicas pelas quais é reconhecida na atualidade. 